# تیرداذ
تیرداذ اولین پادشاه گیلیان در حدود قرون ۹ و ۱۰ام میلادی بود. بنا بر آنچه گفته شده به نظر می‌رسد او هم دورهٔ برادران علوی بوده باشد گرچه گیلها عموماً از حمایت از دعوی آنان خودداری کردند. اقامتگاه او در منطقه داخل در آستانه بود پیش از این که به دست علویان بیفتد. تیرداذ پدر بزرگ مادری مرداویج بود.
پس از وی پادشاهی گیلها به پسرعمویش لیلی بن شاهدوست، سردار داعی صغیر رسید که دامغان، نیشابور و مرو را فتح کرد ولی نهایتاً از سپاه سامانی شکست خورد و کشته شد. سپس گیلها پسر تیرداذ، هروسندان را به شاهی شناختند.